# فرانك إدموند بيتي جونيور
فرانك إدموند بيتي جونيور (بالإنجليزية: Frank Edmund Beatty, Jr.) هو ضابط أمريكي، ولد في 17 يونيو 1894 في واشنطن العاصمة في الولايات المتحدة، وتوفي في 12 نوفمبر 1976 في سانتا مونيكا في الولايات المتحدة.